# Chionanthus virginicus
Pour les articles homonymes, voir Arbre de neige.
Chionanthe de Virginie, Arbre à franges, Arbre de neige
Espèce
Classification phylogénétique
Répartition géographique
Chionanthus virginicus, le Chionanthe de Virginie, également appelé Arbre à franges, Arbre de neige, parfois Arbre à neige chez des pépiniéristes français,, également Arbre des neiges pour les pépiniéristes français et canadiens francophones,, est une espèce de plantes à fleurs de la famille des Oleaceae. C'est un arbre originaire de l'est des États-Unis (New Jersey, sud de la Floride). L'arbre de neige tient son nom vernaculaire et son nom latin (Chionanthus, fleur de neige) de sa floraison, blanche et abondante. Le nom vernaculaire ambigu en français d'Arbre de neige désigne également, selon certaines sources, l'espèce Chionanthus retusus dite également « Arbre à franges de Chine »,. Son nom anglais White fringertree signifie « arbre blanc à franges » proche de l'un de ses noms vernaculaires en français.

## Description
L'arbre est dioïque. Il peut mesurer jusqu'à 10 m de hauteur. L'écorce est grise, lisse et cannelée en vieillissant. Les feuilles sont grandes et ovales, oblongues ou elliptiques, et opposées de 10 à 20 cm de long et jusqu'à 10 cm de large. Elles sont brillantes dessus et mates dessous et jaunissent à l'automne. Les fleurs très parfumées ont une corolle blanche à quatre lobes mesurant jusqu'à 3 cm. Elles sont produites en pannicules. Le fruit est une drupe mesurant jusqu'à 2 cm de longueur, ovoïde, duveteuse, de bleu foncé, bleu sombre à noir bleuté,.

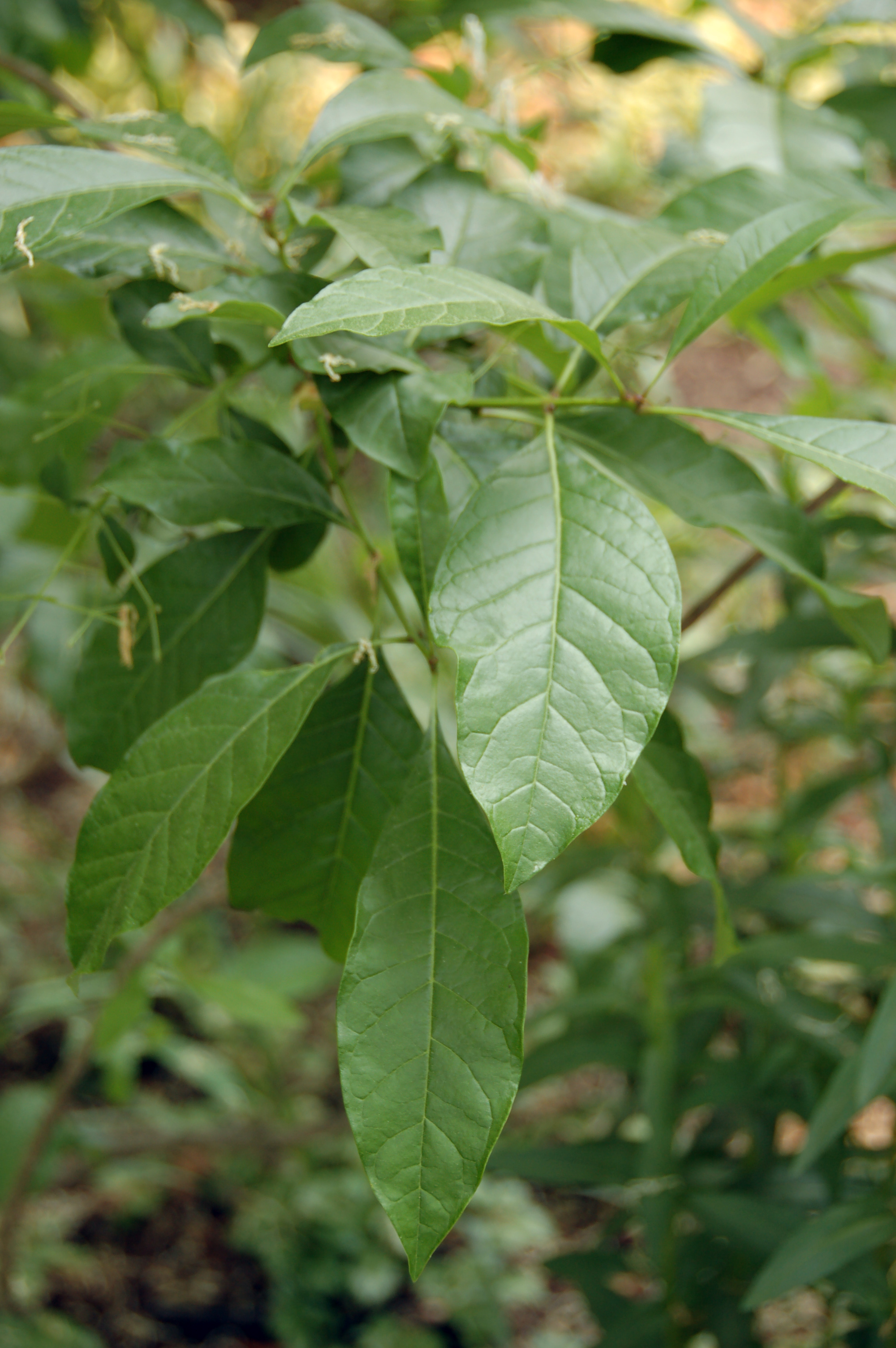
Feuillage.
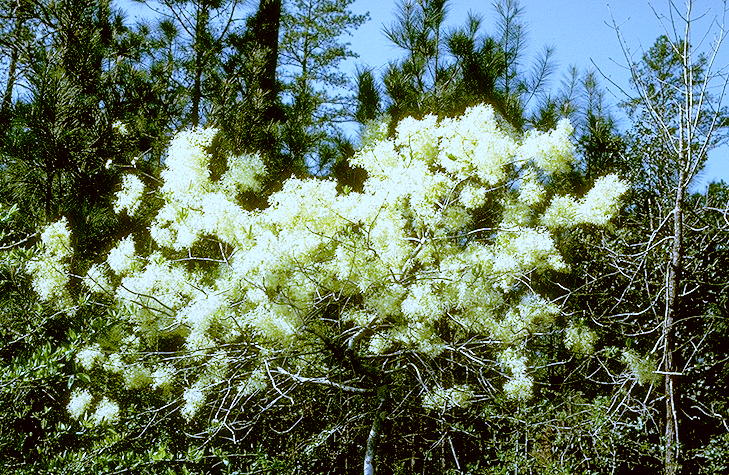
La floraison ressemble à de la neige.

## Habitat
L'espèce est native de l'Est des États-Unis et on la trouve dans les bois humides et les bords de rivière.

## Culture
La floraison a lieu vers les mois de mai et juin,. Il préfère un sol argileux et frais,, profond, et une situation abritée mais ensoleillée et peut être propagé par greffage sur frêne. L'arbre est robuste et ne souffre que de chlorose en sols alcalins et est peu sensible au risque entomologique, et on ne lui connaît aucun risque aux attaques parasitaires ou aux maladies. Il résiste notablement au climat urbain et à la sécheresse et est considéré comme tolérant à la pollution. Les fruits sont considérés comme un régal pour la faune avicole mais non-comestibles pour l'Humain. Selon les notices techniques de certains pépiniéristes, il résisterait à des températures de -17, -20 à -22 et jusqu'à -25 °C et plus généralement, il supporte les grands froids. Il a une longévité de 80 à 100 ans.

### Aux États-Unis
On le trouve du New-Jersey à la Floride et au Texas.

### En France
En France, la taille des spécimens, de 3 à 4 mètres de hauteur, est inférieure à celle où on les trouve aux États-Unis, où ils atteignent les 10 mètres. Elle se cultive en plein soleil dans un sol léger, frais ou en terre de bruyère.
Elle est considérée en 2019 comme « un arbre très rare » lors d'une fête des plantes en région Centre-Val de Loire. En 2020, outre son atout esthétique, l'espèce est utilisée dans de nouveaux aménagements en Bourgogne-Franche-Comté en raison de « sa résistance [...] au stress des villes[,] à la sécheresse et une faible demande au niveau arrosage ».